# Lakewood (California)
Lakewood è una città della Contea di Los Angeles, in California (Stati Uniti).